# Universidad Santos Cirilio y Metodio de Skopie

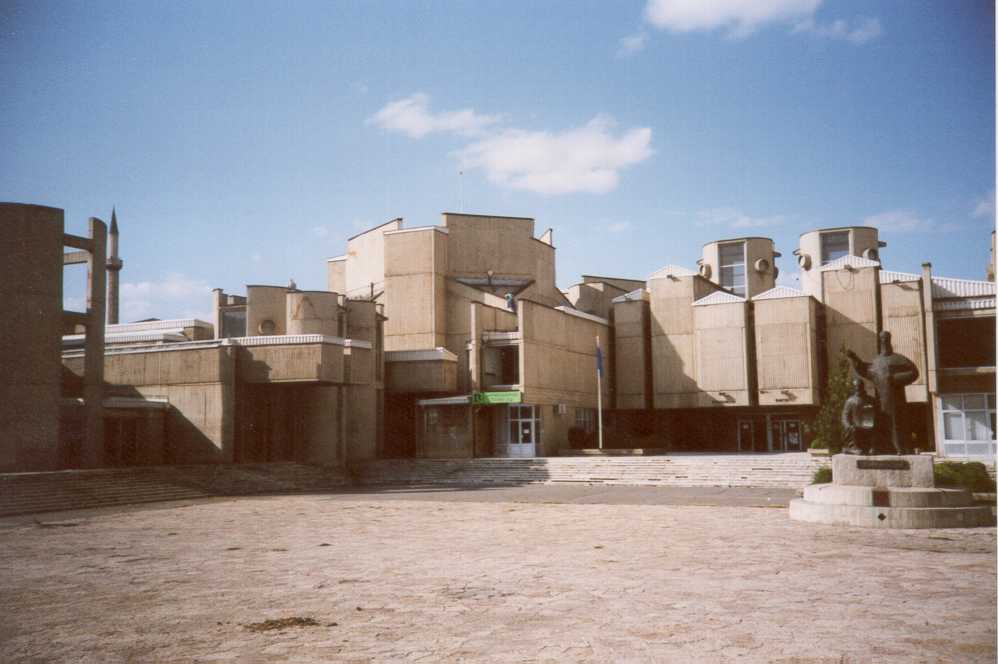
Edificio de la Universidad de Skopie.

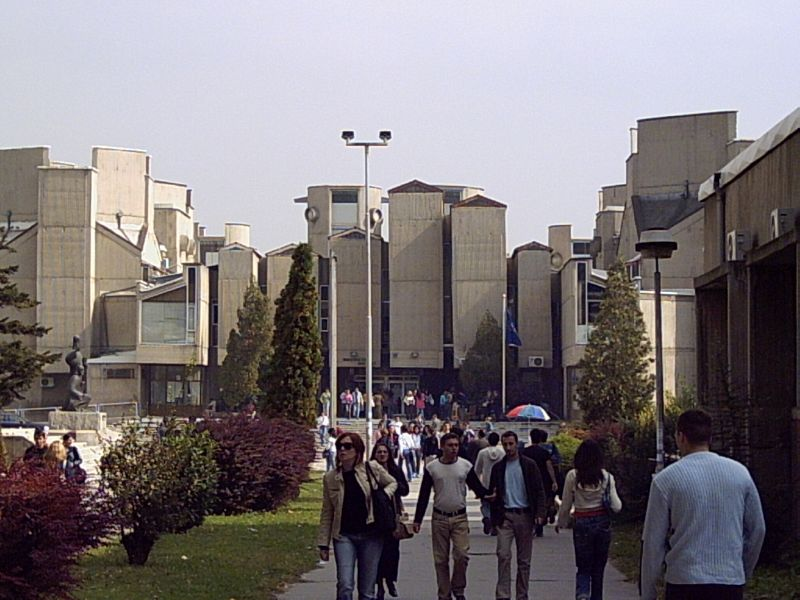

La Universidad de Skopie (de nombre completo: Universidad „St. Cirilo y Metodio“ - Skopje; en macedonio: Универзитет „Св. Кирил и Методиј“ - Скопје) es la universidad más grande de Macedonia del Norte.
La universidad de Skopie se fundó en 1949 y en los años 2000 tenía una cantidad de 36.700 estudiantes.
La oferta académica comprende cantidad de especialidades técnicas, humanísticas, médico-biológicas y artísticas, así como idiomas, Ciencias Sociales, Historia, Ciencias Culturales, Derecho, Ciencias Económicas y Ciencias Agrarias.
Al campus de la universidad pertenecen también institutos localizados fuera de Skopie: en Štip se encuentra el instituto de Minería y Geología y una de las dos facultades de ciencias educativas, mientras que en Kočani se encuentra el instituto para el cultivo del arroz.
La facultad de teología ortodoxa de Skopie, fundada en 1977 no pertenece a la universidad, sino que se trata de un centro superior independiente que coopera con la universidad.